# Formicivora grantsaui
El hormiguerito de Sincorá (Formicivora grantsaui) es una especie de ave paseriforme de la familia Thamnophilidae perteneciente al género Formicivora. Es endémico de una pequeña área en el estado de Bahía en Brasil.

## Distribución y hábitat
Se encuentra apenas en la Serra de Sincorá, parte de la Serra do Espinhaço, Chapada Diamantina, estado de Bahía, nordeste de Brasil. Desde el Morro do Pai Inácio hacia el sur hasta los alrededores de Mucugê.
Habita en la vegetación arbustiva (campos rupestres) alrededor de afloramientos rocosos, en las laderas de valles o  mesetas altas y en paredones expuestos, entre 850 y 1100 m de altitud.

## Estado de conservación
El hormiguerito de Sincorá ha sido calificado como «amenazado» por la Unión Internacional para la Conservación de la Naturaleza (IUCN) debido a su pequeña zona de distribución y de ser conocido en apenas cuatro localidades, y al impacto de incendios y turismo no regulamentado sobre la calidad de su hábitat y de su población (todavía no cuantificada).

## Sistemática

### Descripción original
La especie F. grantsaui fue recientemente descrita para la ciencia por los ornitólogos brasileños Luiz Pedreira Gonzaga, André M. P. Carvalhães y Dante Renato Côrrea Buzetti en 2007 bajo el mismo nombre científico; localidad tipo «Valle del Río Cumbuca (12º58’29”S, 41º21’29”W, elevación 860 m), Mucugê, estado de Bahía, Brasil.»

### Etimología
El nombre genérico femenino «Formicivora» proviene del latín «formica»: hormiga y «vorare»: devorar; significando «devorador de hormigas»; y el nombre de la especie «grantsaui», conmemora al ornitólogo germano-brasileño Rolf Karl-Heinz Grantsau (1928-2015).

### Taxonomía
Parece ser pariente más próxima a Formicivora rufa y a F. acutirostris, de las cuales se distingue por el plumaje y la vocalización; difiere claramente de F. rufa en la coloración del plumaje, en la vocalizaciones y en el hábitat preferido. Fue reconocida por el South American Classification Committee (SACC) mediante la aprobación de la Propuesta N° 325.